# Aceite de chaulmoogra
El aceite de chalmoogra o aceite de ginocardia es el producto obtenido del extruido de las semillas de la chaulmoogra (Hydnocarpus wightianus), el cual fue utilizado como principal tratamiento contra la lepra hasta el siglo XX. También ha sido empleado ocasionalmente para otras enfermedades de la piel y hasta para la tuberculosis. Se trata de una sustancia medicinal común a las tradiciones del sur de Asia. Durante un tiempo se creyó que su origen era la planta Gynocardia odorata, pero luego se demostró que era Hydnocarpus wightianus.

## Características
Se trata de un cuerpo sólido, de consistencia oleosa de color ambarino-moreno, fusible a 26 °C, que presenta un sabor ácido y un olor desagradable.